# Gautrain

Gautrain Logo

Streckenführung der Gautrain. Der gestreifte Abschnitt ist unterirdisch.

Der Gautrain (Kofferwort, zusammengesetzt aus den Begriffen Gauteng und englisch train ‚Zug‘), afrikaans Gautrein, ist ein regionales Eisenbahnsystem in der Provinz Gauteng in Südafrika. Das Gautrain-Netz verbindet Johannesburg, Pretoria und den Internationalen Flughafen OR Tambo und umfasst drei Streckenäste mit einer Länge von insgesamt etwa 80 Kilometern.
Der Gautrain bildet das Rückgrat des öffentlichen Personennahverkehrs in der Region Gauteng, insbesondere durch den Bau zahlreicher Park & Ride-Anlagen und der Einrichtung eines speziellen Busnetzes, das als regionaler Zubringer fungiert.

## Betreiber
Der Betreiber, die Gautrain Management Agency (GMA), ist eine öffentliche Körperschaft (PPE) der Provinz Gauteng. Die zentrale legislative Basis bilden die Gesetze Gautrain Management Agency Act 5 of 2006 und Gautrain Management Agency Amendment Act 6 of 2008 und der Public Finance Management Act 1 of 1999 (PFMA). Die aufsichtführende und fachpolitisch verantwortliche Behörde ist das jeweilig amtierende Gauteng MEC for Roads and Transport ‚Gauteng Minister für Straßen und Transportwesen‘, innerhalb der Provinzregierung (Gauteng Provincial Government).
Der Gautrain Management Agency (GMA) ist im Namen der Provinzverwaltung die Zuständigkeit für die Ausübung der diesbezüglichen Vertragsverhältnisse übertragen worden, insbesondere zum Konzessionär (Bombela Concession Company) und zu allen anderen beteiligten Partnern. Die ersten Verwaltungsratsmitglieder der GMA wurden 2007/2008 ernannt und das Gremium begann im Januar 2009 seiner Funktion entsprechend zu arbeiten.

## Geschichte

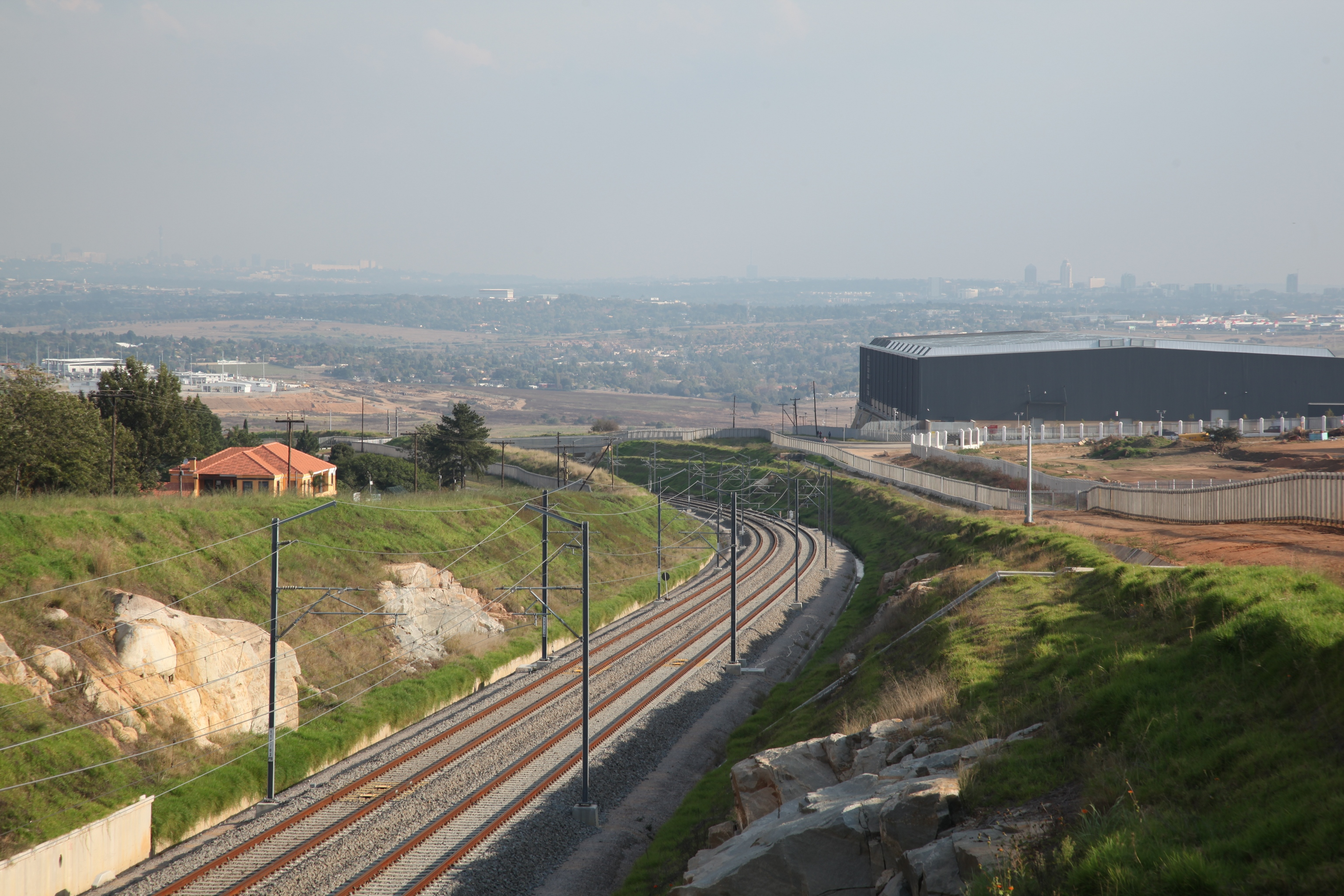
Gautrain-Trasse in Midrand

Mitte 2000 kündigte Mbhazima Shilowa, Premierminister der Provinz Gauteng, die Umsetzung des Projekts an. Die Provinz, die unter anderem die beiden Städte Johannesburg und Pretoria umfasst, gab dabei zugleich dem Zug den Namen. Die neue Bahnverbindung dient in erster Linie der Verbesserung der Verkehrsinfrastruktur zwischen den beiden Metropolen Johannesburg und Pretoria. Den zentralen Anlass zur Realisierung des Projekts stellte die Fußball-Weltmeisterschaft 2010 dar.
Nachdem im Haushalt des Jahres 2002 sieben Milliarden Rand für das Projekt zur Verfügung gestellt wurden, bewarben sich die beiden Konsortien Bombela und Gauliwe um den Bau. Nach mehreren Studien zeichnete sich das Bombela-Konsortium als Favorit ab. Dieses übte Anfang Oktober 2004 Druck auf die Regierung aus, indem gedroht wurde, sich aus dem Bewerbungsprozess zurückzuziehen, falls der Budgetrahmen für das Projekt nicht erhöht würde. Die endgültigen Kosten beliefen sich letztlich auf 23 Milliarden Rand.
Das Bombela-Konsortium, welches den Zuschlag erhielt, setzt sich aus vier Firmen zusammen, jeweils mit einem Anteil von 25 Prozent. Der französische Konzern Bouygues Travaux Publics ist für die Tunnelarbeiten zuständig. Bombardier, ein kanadischer Konzern, liefert die Wagen und Lokomotiven. Ferner sind die beiden südafrikanischen Konzerne Murray & Roberts, ein Baukonzern, sowie Strategic Partners Group (Black Economic Empowerment) unter Mitwirkung der Industrial Development Corporation Teil des Konsortiums. Die Tunnelbohrmaschinen wurden von der deutschen Firma Herrenknecht entwickelt und hergestellt.

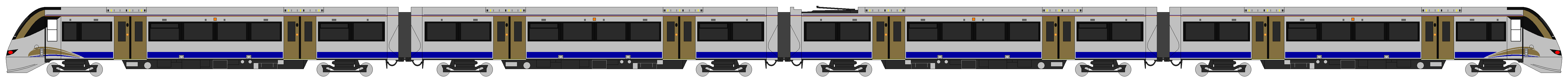
Vollständige Darstellung eines Zuges des Gautrains

Ein erster Streckenabschnitt zwischen dem Zentrum Johannesburgs (Sandton) und dem Flughafen wurde am 8. Juni 2010, wenige Tage vor Beginn der Fußball-Weltmeisterschaft 2010, eröffnet. Der übrige Teil der Strecke ging am 2. August 2011 in Betrieb und am 7. Juni 2012 wurde der letzte etwa sechs Kilometer lange Abschnitt zwischen den Stationen Rosebank und Park Station im Bereich Johannesburg zur öffentlichen Nutzung übergeben, nachdem mit zusätzlichen Arbeiten verhindert worden war, dass Wasser in den Streckentunnel sickert.

## Technische Angaben

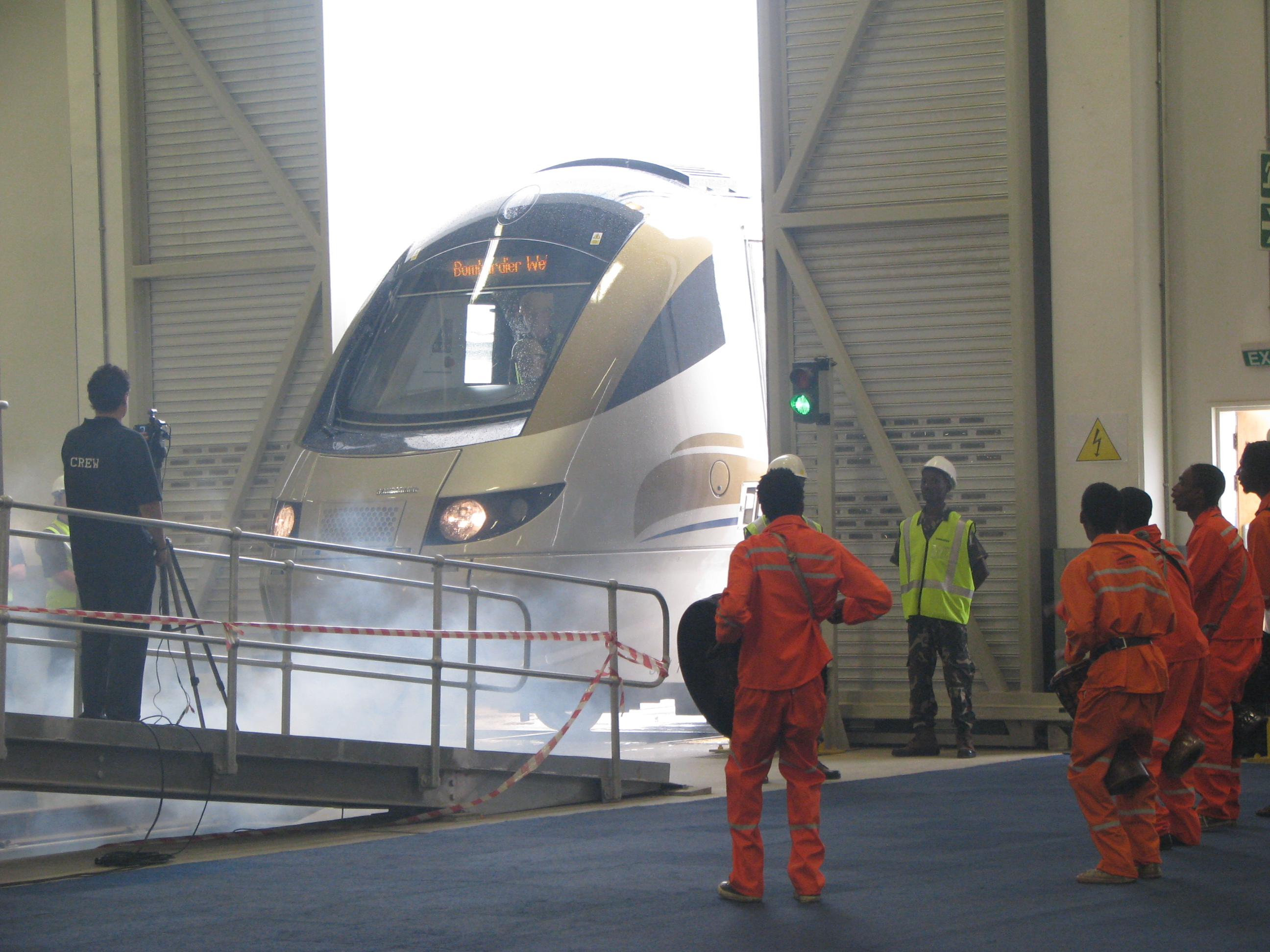
Vorstellung des ersten Gautrains

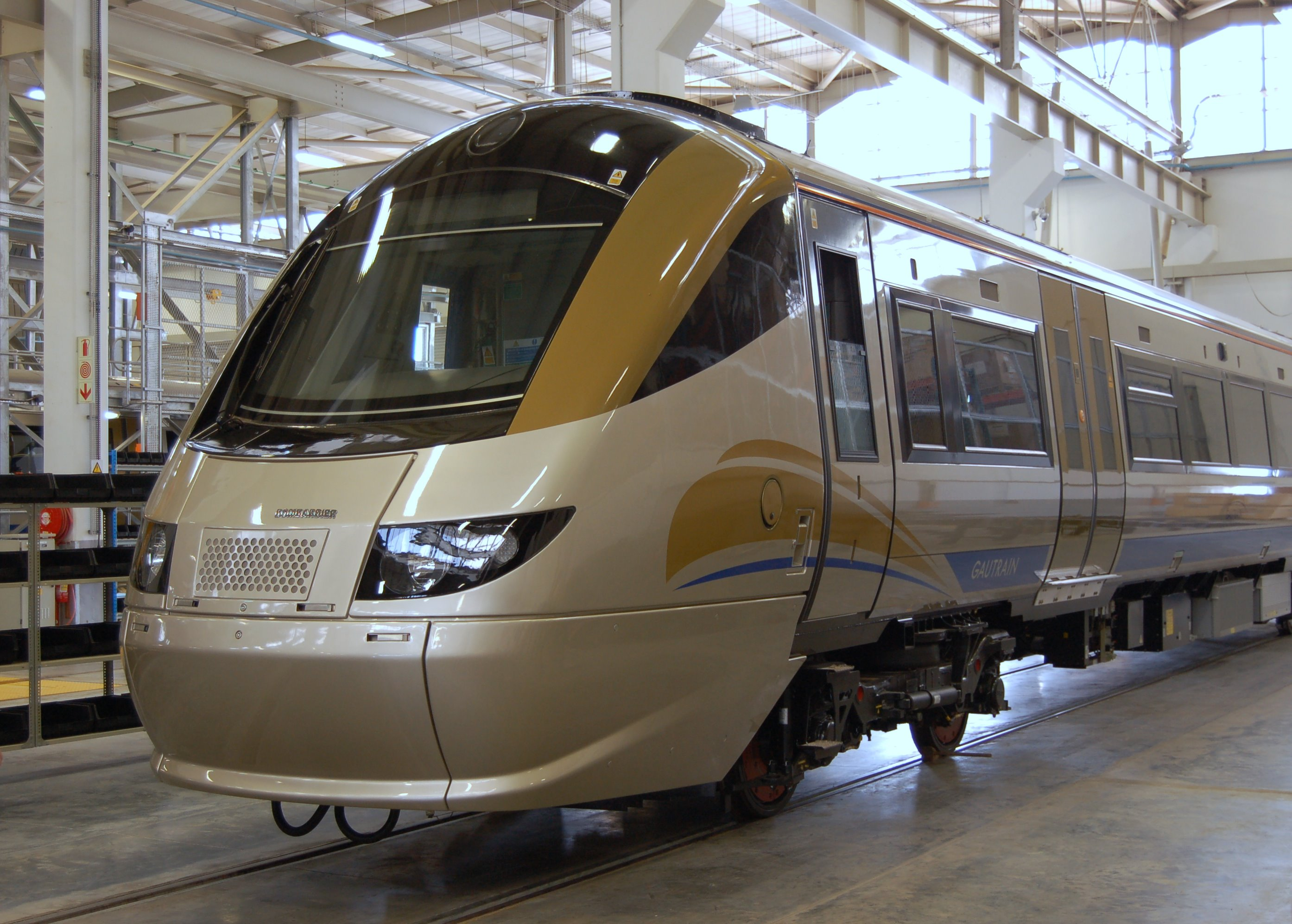
Gautrain im Depot

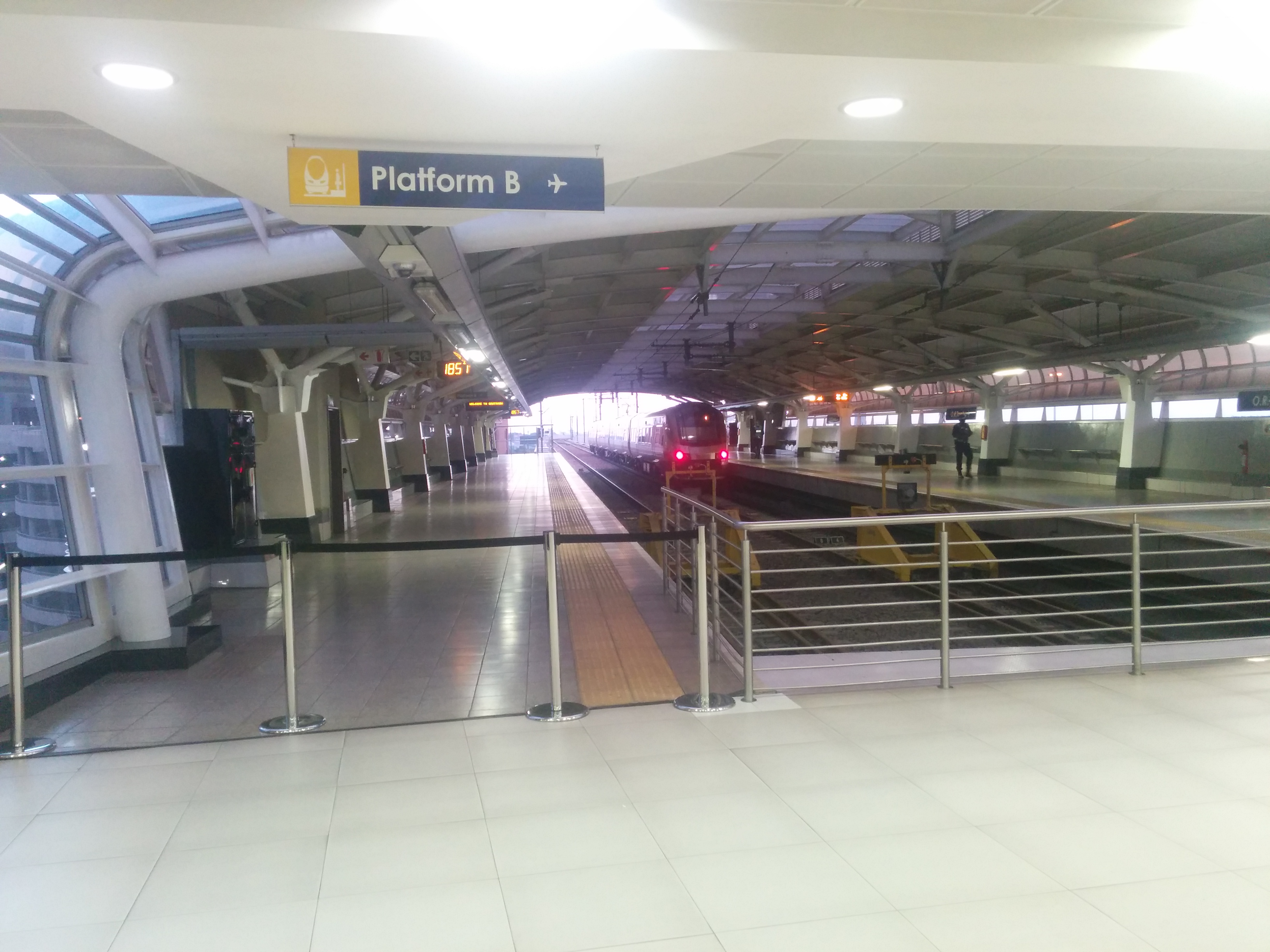
Gautrain verlässt die Station am O.R. Tambo International Airport.

Die Höchstgeschwindigkeit der Züge vom Typ Bombardier Electrostar beträgt 160 km/h, wodurch die Fahrzeit von Johannesburg Park Station nach Hatfield, der Endstation bei Pretoria, 42 Minuten beträgt. Um von Sandton Station zum Internationalen Flughafen zu fahren, benötigt man 14 Minuten. Als Spurweite wurde 1435 mm (Normalspur) gewählt, der Großteil des südafrikanischen Bahnnetzes ist hingegen in 1067 mm (Kapspur) errichtet.
Insgesamt kommen 24 Einheiten zum Einsatz, jeweils bestehend aus vier (zur Hauptverkehrszeit acht) Wagen. Stand Mai 2010 waren 12 Garnituren ausgeliefert.
Die letzten Einheiten wurden im Dezember 2010 geliefert.
Zur Hauptverkehrszeit verkehren die Züge alle zwölf Minuten, außerhalb alle 18 Minuten, am Wochenende jede halbe Stunde.
Von den 80 Streckenkilometern verlaufen 15 km zwischen den Stationen Marlboro und Park unterirdisch.
Zurzeit sind 10 Stationen in Betrieb:
- Hatfield (ebenerdig)
- Pretoria (ebenerdig)
- Centurion (Hochbahnsteig)
- Midrand (Hochbahnsteig)
- Marlboro (ebenerdig)
- Sandton (Untergrund)
- Rosebank (Untergrund)
- Park Station (Untergrund)
- Rhodesfield (Hochbahnsteig)
- O.R. Tambo International Airport (Hochbahnsteig)

## Fahrpreis
Für die Benutzung ist eine Gold Card für 12 Rand erforderlich. Ein Ticket für den Streckenabschnitt von Pretoria zum Johannesburg Park kostet für die einfache Strecke 49 Rand. Ein Ticket für den Streckenabschnitt von Sandton zum Internationalen Flughafen OR Tambo kostet für die einfache Strecke 115 Rand und liegt damit im Preisrahmen der alternativen Transportmöglichkeiten (Stand 2012).

## Kritik
Kritisiert wird, dass die an Einwohnern reichen Townships Südafrikas (Soweto in Johannesburg und Mamelodi in Pretoria) nicht in die Linienführung eingebunden sind. Eine weitere Schwierigkeit besteht in der Einbindung des Gautrains in das bestehende Nahverkehrssystem, da es eine andere Spurweite hat. Geplant ist, rund 150 Busse einzusetzen, die nach festem Fahrplan in einem Umkreis von 15 Kilometer um die Stationen verkehren.